# Norwich (Vermont)
Norwich – miasto w Stanach Zjednoczonych, w stanie Vermont, w hrabstwie Windsor.